# Syntrichia lithophila
Syntrichia lithophila (Dusén) Ochyra & R.H.Zander, 2007 è una specie di muschio della famiglia Pottiaceae.

## Descrizione
È un muschio caratterizzato da foglie apicali carnose e decidue.

## Tassonomia
Esemplari appartenenti alla specie furono raccolti alla metà dell'Ottocento durante le prime spedizioni antartiche. Nel 1847, la specie fu descritta da Wilson e Hooker, che la denominarono Didymodon glacialis. Nel 1851, la specie fu rinominata Leptotrichum glaciale da Karl Müller. Nel 1902, Nils Bryhn introdusse il genere Sarconeurum per la specie S. antarcticum; allo stesso genere, nel 1907, Jules Cardot attribuì la specie Leptotrichum glaciale, rinominata in Sarconeurum glaciale.
Nel 1975, Stanley W. Green suggerì che gli esemplari attribuiti alle specie Sarconeurum glaciale, presenti sulle coste del continente antartico e di alcune isole dell'oceano Antartico, Tortula lithophila e Tortula pygmaea, presenti nella Terra del Fuoco e in Patagonia, appartenessero alla stessa specie. Dimostrato che i generi Sarconeurum e Syntrichia dovessero essere considerati cogenerici, nel 2007 Ryszard Ochyra e colleghi hanno suggerito la cospecificità delle due specie appartenenti al genere Sarconeurum, ovvero S. antarcticum e S. glaciale, che rinominarono in Syntrichia sarconeurum - mantenendo nell'epiteto il nome che Bryhn aveva proposto per il genere. Nel 2022, infine, hanno suggerito di rinominare la specie Syntrichia lithophila, riprendendo per l'epiteto la proposta di Per Dusén del 1907.

## Distribuzione e habitat
La specie è presente in Antartide, dove cresce sulle coste del continente e di alcune isole dell'oceano Antartico (Isole Orcadi Meridionali e Isole Shetland Meridionali) e dell'Atlantico meridionale (Terra del Fuoco e Georgia del Sud). È inoltre presente in Patagonia e Nuova Zelanda (descritta come Tortula pygmaea).